# Judson Philips
Judson Pentecost Philips (Northfield, 10 agosto 1903 – Canaan, 7 marzo 1989) è stato uno scrittore statunitense.
Scrisse oltre 100 romanzi gialli e mystery usando, oltre al suo vero nome, anche gli pseudonimi Hugh Pentecost e Philip Owen. Negli anni trenta, usando il suo vero nome, pubblicò anche alcuni romanzi pulp.

## Biografia
Judson Philips nacque a Northfield, Massachusetts. Si laureò alla Columbia University nel 1925, ma prima di completare gli studi viaggiò parecchio.
Tra gli anni venti e gli anni trenta, iniziò a scrivere dei racconti pulp per alcuni magazine. Scrisse anche testi teatrali e articoli di giornale. Nel 1950 aiutò a fondare la Sharon Playhouse, dove lavorò come produttore e consulente. Verso la metà degli anni sessanta, mentre si trovava a Torrington, condusse un programma radiofonico dell'emittente WTOR riguardo agli eventi che accadevano nell'"angolo nordest" del Connecticut.
Nel 1973 ricevette il Gran Master Award, il premio più importante tra quelli conferiti dal Mystery Writers of America.
Morì nel 1989 in seguito a delle complicazioni successive ad un enfisema.

### Vita privata
Sposò Norma Burton Philips ed ebbero tre figli e una figlia: David, John, Daniel e Caroline.

## Opere
Alcuni dei suoi romanzi sono stati pubblicati con il suo nome, altri con lo pseudonimo di Hugh Pentecost.
Tutti i suoi libri si distinguono per avere una forte caratterizzazione dei personaggi e un linguaggio non artificioso nella descrizione di situazioni interessanti. Uomo con cui si poteva conversare piacevolmente, è sempre stato molto rispettato ed apprezzato nella sua comunità.

### Come Judson Philips

#### Serie di Peter Styles
1. Laughter Trap. Dodd, Mead and Company 1964
2. Black Glass City. Dodd Mead 1965
3. The Twisted People. Dodd Mead 1965
4. Wings of Madness. Dodd Mead 1966
5. Thursday's Folly. Dodd Mead 1967
6. Hot Summer Killing. Dodd Mead 1968
7. Nightmare at Dawn. Dodd Mead 1970
8. Escape a Killer. Dodd Mead 1971
9. The Vanishing Senator. Dodd Mead 1972
10. Larkspur Conspiracy. Dodd Mead 1973
11. The Power Killers. Dodd Mead 1974
12. Walked a Crooked Mile. Dodd Mead 1975
13. Backlash. Dodd Mead 1976
14. Five Roads to Death. Dodd Mead 1977
15. Why Murder. Dodd Mead 1979
16. Death is a Dirty Trick. Dodd Mead 6/1980
17. Murder as the Curtain Rises. Dodd Mead 7/1981
18. Target for Tragedy. Dodd Mead 10/1982

#### Altri romanzi
- Red War. Doubleday 1936, coautore con Thomas M. Johnson
- Death Delivers a Postcard. Hurst and Blackett 1940
- Murder in Marble: a Detective Story. Dodd Mead 1940
- Odds on the Hot Seat. Handi-Book 1941
- The Fourteenth Trump. Dodd Mead 1942
- Killer on the Catwalk. Dodd Mead 1959
- Whisper Town. Victor Gollancz Ltd 1960
- A Dead Ending. Dodd Mead 1962
- The Dead Can't Love. Dodd Mead 1963
- Murder Arranged. Dodd Mead 1978

### Come Hugh Pentecost

#### Serie del Lt. Luke Bradley
1. Cancelled in Red. Dodd Mead 1939
2. Twenty-Fourth Horse. Dodd Mead 1940
3. I'll Sing at Your Funeral. Dodd Mead 1942
4. The Brass Chills. Dodd Mead 1943

#### Serie del Dr. John Smith
1. Memory of Murder. Ziff Davis Inc. 1946, quattro racconti
2. Where the snow was red. Dodd Mead 1949
3. Shadow of Madness. Dodd Mead 1950

#### Serie del Lt. Pascal
1. Lieutenant Pascal's Tastes in Homicide. Dodd Mead 1954, raccolta di racconti
2. The Obituary Club. Dodd Mead 1958
3. The Lonely Target. Dodd Mead 1959
4. Only the Rich Die Young. Dodd Mead 1964

#### Serie di Uncle George
1. Choice of Violence. Dodd Mead 1961
2. Murder Sweet and Sour. Dodd Mead 1965
3. Around Dark Corners. Dodd Mead 1970, raccolta di racconti
4. The Copycat Killers. Dodd Mead 8/1983 [trad. it. Paura a Lakeview, Il Giallo Mondadori n. 1934, 1986]
5. Price of Silence. Dodd Mead 8/1984
6. Death by Fire. Dodd Mead 12/1986
7. Pattern for Terror. Carroll & Graf Publishers 1990

#### Serie Hotel Manager Pierre Chambrun
1. Cannibal who Overate. Dodd Mead 1962
2. The Shape of Fear. Boardman Books 1963
3. Evil that Men Do. Boardman 1966
4. The Golden Trap. Dodd Mead 1967
5. Gilded Nightmare. Dodd Mead 1968
6. Girl Watcher's Funeral. Dodd Mead 1969
7. The Deadly Joke. Dodd Mead 1971
8. Birthday, Deathday. Dodd Mead 1972
9. Walking Dead Man. Dodd Mead 1973
10. Bargain with Death. Dodd Mead 1974
11. Time of Terror. Dodd Mead 1975
12. Fourteen Dilemma. Dodd Mead 1976
13. Death After Breakfast. Dodd Mead 1978 [trad. it. Delitti eccellenti, Garden Editoriale, Il Romanzo Giallo n. 84, 1998]
14. Random Killer. Dodd Mead 1979 [trad. it. Killer a due teste, Il Giallo Mondadori n. 1628, 1980]
15. Beware Young Lovers. Dodd Mead 1980 [trad. it. Una strana coincidenza, Il Giallo Mondadori n. 1718, 1982]
16. Murder in Luxury. Dodd Mead 1981
17. With Intent to Kill, Dodd Mead 6/1982
18. Murder in High Places. Dodd Mead 5/1983
19. Remember to Kill Me. Dodd Mead 4/1984
20. Murder Round the Clock. Dodd Mead 3/1985
21. Nightmare Time. Dodd Mead 6/1986
22. Murder Goes Round and Round. Dodd Mead 8/1988

#### Serie di John Jericho
1. The Sniper. Dodd Mead 1965
2. Hide Her from Every Eye. Dodd Mead 1966
3. The Creeping Hours. Dodd Mead 1966
4. Dead Woman of the Year. Dodd Mead 1967
5. Girl with Six Fingers. Dodd Mead 1969
6. Plague of Violence. Dodd Mead 1970

#### Serie di Julian Quist
1. Don't Drop Dead Tomorrow. Dodd Mead 1971
2. The Champagne Killer. Dodd Mead 1972 [trad. it. Tutto cominciò quella notte, Il Giallo Mondadori n. 1281, 1973]
3. Beautiful Dead. Dodd Mead 1973
4. The Judas Freak. Dodd Mead 1974
5. Honeymoon with Death. Dodd Mead 1975
6. Die After Dark. Dodd Mead 1976 [trad. it. Allegra morì prima dell'alba, Il Giallo Mondadori n. 1559, 1978]
7. The Steel Palace. Dodd Mead 1977 [trad. it. Scalata all'inferno, Il Giallo Mondadori n. 1594, 1979]
8. Deadly Trap. Dodd Mead 1978 [trad. it. Julian Quist: trappola assurda, Il Giallo Mondadori n.1678, 1981]
9. Homicidal Horse. Dodd Mead 1979
10. Death Mask. Dodd Mead 10/1980 [trad. it. E' scomparsa una stella, Il Giallo Mondadori n. 1798, 1983]
11. Sow Death, Reap Death. Dodd Mead 1981 [trad. it. Conto alla rovescia per Julian Quist, Il Giallo Mondadori n. 1854, 1984]
12. Past, Present and Murder. Dodd Mead 11/1982
13. Murder out of Wedlock. Dodd Mead 12/1983
14. Substitute Victim. Dodd Mead 12/1984
15. The Party Killer. Dodd Mead 1/1986
16. Kill and Kill Again. Dodd Mead 4/1987

#### Altri romanzi
- Cat and Mouse. Chicago Royce Publishers 1940
- Where the Snow Was Red. Dodd Mead 1946
- Chinese Nightmare. Dell Publishing 1947
- The Assassins. Dodd Mead 1955
- Kingdom of Death. Dodd Mead 1960
- The Deadly Friend. Dodd Mead 1961
- Murder Clear Track Fast. Dodd Mead 1961
- The Tarnished Angel. Dodd Mead 1963
- Day the Children Vanished. Pocket Books 9/1976
- Murder as Usual. Dodd Mead 1977

#### Antologie
- Death Wears a Copper Necktie: and other stories. Walter Edwards Company 1946
- Alfred Hitchcock's Daring Detectives. Random House 8/1969

### Come Philip Owen
- Mystery at a Country Inn. Berkshire Press 1979